# Балтазар Руссов

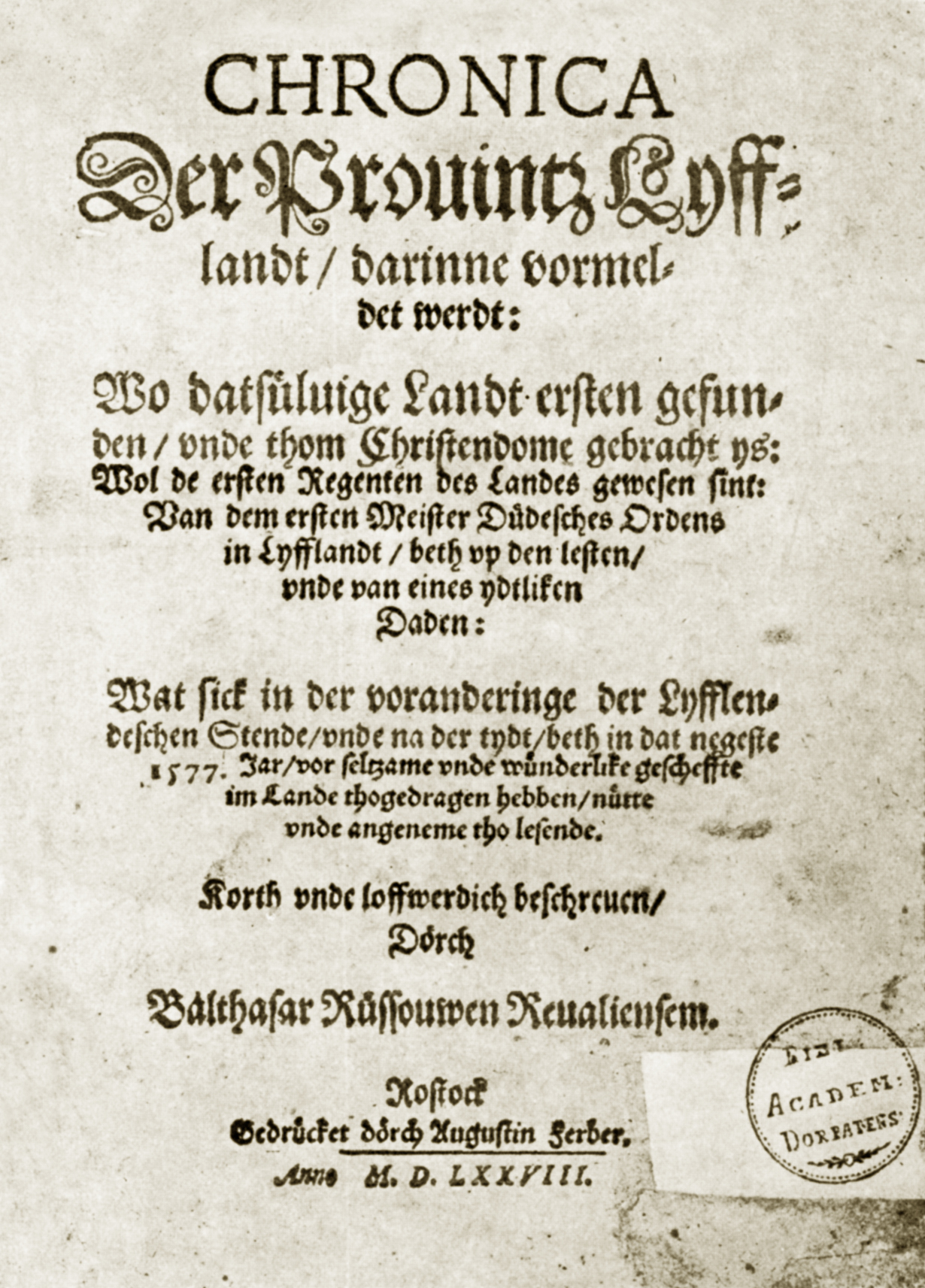
Хроніка Руссова провінції Ліфландія. Титульна сторінка видання 1578 р.

Балтазар Руссов (Рюссов, *1536, Ревель — 23 або 24 листопада 1600, там само) — один із найважливіших літописців Лівонії та Естонії.

## Життєпис
Балтазар Руссов (або Рюссов) народився в Ревелі в менш заможній родині. З 1559 по 1562 рік, за рекомендацією свого вчителя Бартоломеуса Фрелінка, він відвідував академію в Поморському Щецині у Маттеуса Вольфа. Руссов закінчив навчання зі ступенем магістра. Він залишився у Віттенберзі та Бремені на короткий час, перш ніж повернутися до Ревеля після смерті свого батька. У 1563 році став дияконом. З 1566 року до своєї смерті у 1600 році він був шановним лютеранським пастором естономовної парафії при церкві Святого Духа (ест. Pühavaimu kirik) у Ревелі та жив у районі Векенґанґс.

## Сім'я
Балтазар Руссов був тричі одружений: спочатку на Ельсбет Ґанандр (1571), потім на Марґарете (1582), дочці єпископа Ревеля Йоганнеса Робертуса фон Ґельдерна, і, нарешті, на дочці купця Анні Баде (1593), падчерці ревельського радника і мера Генріха фон Лона.
Кілька істориків розглядали питання про те, чи мав Руссов німецьке чи естонське походження.

## «Хроніка провінції Ліфландія»
Балтазар Руссов найбільш відомий своєю «Хронікою провінції Ліфландія». Твір був вперше надрукований у 1578 році в Ростоку, Мекленбург і швидко розкуплений. У 1584 році друге, перероблене видання було опубліковано князівською друкарнею в Барті (Західна Померанія).
У своїй «Хроніці провінції Ліфландія» Рюссов описує історію Лівонії з XIII по XVI століття. Твір написано нижньонімецькою мовою. Зокрема, детально представлений ним занепад Лівонського ордену та час Лівонської війни (1558—1583). Хроніка є одним із найважливіших джерел історії краю.
У своїй «Хроніці» Руссов займає критичну позицію щодо лівонських верхівок і засуджує їхню аморальну поведінку. Але він також описує естонських селян як неосвічених і прив'язаних до язичницьких традицій. Руссов докладно описує розгул найманих військ під час Лівонської війни. Проте він симпатизує новій регулюючій владі в Північній Європі: Швеції.

## Наслідки
Балтазар Руссов — головний герой історичного роману естонського письменника Яана Кросса «Життя Балтазара Руссова» 1970 року. Оригінальна естонська назва: Kolme katku vahel (Між трьома епідеміями чуми); Маються на увазі не лише епідемії чуми 1531, 1549 та 1570—1578 років, а й, у переносному сенсі, ті держави, які правили балтійськими народами: Швеція, Польща та Росія.

## Писання
- Scriptores rerum Livonicarum. Sammlung der wichtigsten Chroniken und Geschichtsdenkmale von Liv-, Ehst- und Kurland, in genauem Wiederabdrucke der besten, bereits gedruckten, aber selten gewordenen Ausgaben. Erste Lieferung. Eduard Frantzen's Verlags-Comptoir, Riga und Leipzig 1846. Der ganze 2. Band erschien 1848.
- Balthasar Rüssow's Livländische Chronik. Aus dem Plattdeutschen übertragen und mit kurzen Anmerkungen versehen von Eduard Pabst. Reval 1848.

## Веб-посилання
- Scriptores rerum Livonicarum. Sammlung der wichtigsten Chroniken und Geschichtsdenkmale von Liv-, Ehst- und Kurland, in genauem Wiederabdrucke der besten, bereits gedruckten, aber selten gewordenen Ausgaben. Erste Lieferung. Eduard Frantzen’s Verlags-Comptoir, Riga und Leipzig 1846. Der ganze 2. Band erschien 1848.
- Balthasar Rüssow’s Livländische Chronik. Aus dem Plattdeutschen übertragen und mit kurzen Anmerkungen versehen von Eduard Pabst. Reval 1848.